# Ole Martin Årst
Ole Martin Årst (Bergen, 19 luglio 1974) è un ex calciatore norvegese, di ruolo attaccante.

## Biografia
Årst è una personalità molto rispettata in Norvegia, per via del suo impegno sociale, specie nella lotta alla tossicodipendenza.

## Carriera

### Club

#### Gli inizi
Årst cominciò la carriera con la maglia dello Skarp, passando poi agli svedesi del Mjällby e poi nuovamente allo Skarp. Fu poi ingaggiato dal Tromsø, club che gli diede la possibilità di esordire nell'Eliteserien. Il 22 aprile 1995, infatti, sostituì Bjørn Ludvigsen nel successo per 0-1 sul campo dello HamKam. Fu poi ceduto in prestito al Sogndal, club militante nella 2. divisjon, poiché chiuso dai compagni di reparto Tore André Flo e Sigurd Rushfeldt.

#### L'affermazione
Tornò al Tromsø per il campionato 1996. Il 5 giugno 1996 segnò la prima rete nell'Eliteserien dal suo rientro in squadra, sancendo il successo per 1-0 sullo Stabæk. Il 7 luglio segnò una tripletta ai danni del Brann, nella vittoria casalinga della sua squadra per 4-1. Realizzò 9 reti in campionato e vinse la Coppa di Norvegia 1996, siglando anche un gol nella finale contro il Bodø/Glimt. Nel campionato successivo, siglò ancora 9 reti, con due doppiette ai danni di Lyn Oslo e Skeid (rispettivamente in data 22 giugno e 10 agosto 1997).

#### L'esperienza belga
Årst fu poi ingaggiato dai belgi dell'Anderlecht. Vi giocò per due stagioni, totalizzando 36 presenze e 11 reti nella massima divisione. Fu poi ceduto ai connazionali del Gent, dove realizzò 30 gol in 33 presenze nel campionato 1999-2000, laureandosi capocannoniere e al 6º posto nella classifica per l'assegnazione della Scarpa d'oro 2000. Dopo questa stagione, fu ingaggiato dallo Standard Liegi. Esordì in squadra il 6 settembre 2000, sostituendo Liviu Ciobotariu nella sconfitta casalinga per 0-4 contro il Club Bruges. Il 16 settembre arrivarono le prime reti, con una tripletta nella vittoria per 7-0 sull'Eendracht Aalst. Rimase in squadra per tre stagioni, collezionando 71 apparizioni e 39 marcature.

#### Il ritorno in Norvegia
Malgrado la volontà dello Standard Liegi di trattenerlo, Årst scelse di tornare al Tromsø nell'estate 2003. Tornò in campo con questa maglia il 20 luglio, fornendo un assist a Péter Kovács nel successo per 2-1 sul Rosenborg. Nel campionato 2005 diventò capocannoniere con 16 reti. Il 10 luglio 2007 lasciò la squadra per trasferirsi allo Start. Debuttò con questa maglia il 29 luglio, quando fu titolare nella sconfitta per 2-0 sul campo del Viking. Il 13 agosto arrivò il primo gol, nel pareggio per 1-1 in casa dello Stabæk. La squadra non riuscì però a raggiungere la salvezza e retrocesse. Årst non poté contribuire alla pronta risalita dello Start, però, a causa di un infortunio che non gli permise di scendere in campo per tutto il campionato 2008. Lo stesso infortunio lo limitò a sole due gare nella stagione seguente. Ad ottobre 2009, così, annunciò il ritiro dal calcio giocato. Agli inizi del 2010, però, tornò sui suoi passi e firmò un rinnovo contrattuale dalla durata annuale, con possibilità di un ulteriore prolungamento. Segnò 12 reti in 25 presenze nello stesso anno, mentre l'anno seguente le marcature furono 16 in 30 incontri. Lo Start retrocesse però in 1. divisjon; l'8 novembre 2011 firmò allora un contratto annuale con il Tromsø, tornandovi per la terza volta in carriera. Il 5 novembre 2012, rese nota la volontà di ritirarsi al termine della stagione in corso.

### Nazionale
Årst conta 5 presenze per la Norvegia under 21. Esordì il 7 febbraio 1995, nella sfida contro il Sudafrica under 21, vinta per 1-2 a Johannesburg. Il 5 marzo dello stesso anno, segnò l'unica rete, contribuendo così al successo per 0-2 sulla Finlandia under 21. Disputò poi 22 incontri per la Nazionale maggiore, con 2 reti all'attivo. Debuttò il 31 gennaio 2000, quando fu titolare nel pareggio a reti inviolate contro l'Islanda. Il 7 settembre 2005 arrivò la prima rete, nella sconfitta casalinga per 1-2 contro la Scozia.

## Statistiche

### Presenze e reti nei club
Statistiche aggiornate al 26 novembre 2012.
| Stagione              | Club                  | Campionato            | Campionato | Campionato | Coppe nazionali | Coppe nazionali | Coppe nazionali | Coppe continentali | Coppe continentali | Coppe continentali | Supercoppe | Supercoppe | Supercoppe | Totale | Totale |
| Stagione              | Club                  | Comp                  | Pres       | Reti       | Comp            | Pres            | Reti            | Comp               | Pres               | Reti               | Comp       | Pres       | Reti       | Pres   | Reti   |
| --------------------- | --------------------- | --------------------- | ---------- | ---------- | --------------- | --------------- | --------------- | ------------------ | ------------------ | ------------------ | ---------- | ---------- | ---------- | ------ | ------ |
| 1992                  | Skarp                 | 2D                    | 9          | ?          | CN              | ?               | ?               | -                  | -                  | -                  | -          | -          | -          | ?      | ?      |
| gen.-ago. 1993        | Skarp                 | 2D                    | ?          | ?          | CN              | ?               | ?               | -                  | -                  | -                  | -          | -          | -          | ?      | ?      |
| ago.-dic. 1993        | Mjällby               | D2                    | 9          | 1          | SC              | ?               | ?               | -                  | -                  | -                  | -          | -          | -          | ?      | ?      |
| 1994                  | Skarp                 | 2D                    | 20         | 34         | CN              | ?               | ?               | -                  | -                  | -                  | -          | -          | -          | ?      | ?      |
| gen.-lug. 1995        | Tromsø                | ES                    | 8          | 1          | CN              | 3               | 3               | CI                 | 2                  | 0                  | -          | -          | -          | 13     | 4      |
| lug.-dic. 1995        | Sogndal               | 1D                    | 8          | 1          | CN              | -               | -               | -                  | -                  | -                  | -          | -          | -          | 8      | 1      |
| 1996                  | Tromsø                | ES                    | 24         | 9          | CN              | 8               | 6               | -                  | -                  | -                  | -          | -          | -          | 32     | 15     |
| 1997                  | Tromsø                | ES                    | 23         | 9          | CN              | 4               | 5               | CC                 | 4                  | 3                  | -          | -          | -          | 31     | 17     |
| nov. 1997-1998        | Anderlecht            | D1                    | 25         | 10         | CB              | ?               | ?               | -                  | -                  | -                  | -          | -          | -          | ?      | ?      |
| 1998-1999             | Anderlecht            | D1                    | 11         | 1          | CB              | ?               | ?               | CU                 | 2                  | 0                  | -          | -          | -          | ?      | ?      |
| Totale Anderlecht     | Totale Anderlecht     | Totale Anderlecht     | 36         | 11         |                 | ?               | ?               |                    | 2                  | 0                  |            | -          | -          | ?      | ?      |
| 1999-2000             | Gent                  | D1                    | 33         | 30         | CB              | ?               | ?               | -                  | -                  | -                  | -          | -          | -          | ?      | ?      |
| 2000-2001             | Standard Liegi        | D1                    | 29         | 14         | CB              | ?               | ?               | -                  | -                  | -                  | -          | -          | -          | ?      | ?      |
| 2001-2002             | Standard Liegi        | D1                    | 12         | 6          | CB              | ?               | ?               | CU                 | 3                  | 0                  | -          | -          | -          | ?      | ?      |
| 2002-2003             | Standard Liegi        | D1                    | 30         | 19         | CB              | ?               | ?               | -                  | -                  | -                  | -          | -          | -          | ?      | ?      |
| Totale Standard Liegi | Totale Standard Liegi | Totale Standard Liegi | 71         | 39         |                 | ?               | ?               |                    | 3                  | 0                  |            | -          | -          | ?      | ?      |
| lug.-dic. 2003        | Tromsø                | ES                    | 13         | 5          | CN              | 3               | 1               | -                  | -                  | -                  | -          | -          | -          | 16     | 6      |
| 2004                  | Tromsø                | ES                    | 25         | 11         | CN              | 3               | 0               | CU                 | 2                  | 1                  | -          | -          | -          | 30     | 12     |
| 2005                  | Tromsø                | ES                    | 26         | 16         | CN              | 2               | 2               | CU                 | 7                  | 4                  | -          | -          | -          | 35     | 22     |
| 2006                  | Tromsø                | ES                    | 26         | 11         | CN              | 2               | 2               | -                  | -                  | -                  | -          | -          | -          | 28     | 13     |
| gen.-lug. 2007        | Tromsø                | ES                    | 13         | 2          | CN              | 3               | 5               | -                  | -                  | -                  | -          | -          | -          | 16     | 7      |
| lug.-dic. 2007        | Start                 | ES                    | 12         | 6          | CN              | 1               | 0               | -                  | -                  | -                  | -          | -          | -          | 13     | 6      |
| 2008                  | Start                 | 1D                    | 0          | 0          | CN              | 0               | 0               | -                  | -                  | -                  | -          | -          | -          | 0      | 0      |
| 2009                  | Start                 | ES                    | 2          | 0          | CN              | 0               | 0               | -                  | -                  | -                  | -          | -          | -          | 0      | 0      |
| 2010                  | Start                 | ES                    | 25         | 12         | CN              | 3               | 4               | -                  | -                  | -                  | -          | -          | -          | 28     | 16     |
| 2011                  | Start                 | ES                    | 30         | 16         | CN              | 6               | 4               | -                  | -                  | -                  | -          | -          | -          | 36     | 20     |
| Totale Start          | Totale Start          | Totale Start          | 69         | 34         |                 | 10              | 8               |                    | -                  | -                  |            | -          | -          | 79     | 42     |
| 2012                  | Tromsø                | ES                    | 25         | 3          | CN              | 5               | 1               | UEL                | 5                  | 0                  | -          | -          | -          | 35     | 4      |
| Totale Tromsø         | Totale Tromsø         | Totale Tromsø         | 183        | 67         |                 | 30              | 23              |                    | 21                 | 8                  |            | -          | -          | 233    | 98     |
| Totale                | Totale                | Totale                | ?          | ?          |                 | ?               | ?               |                    | ?                  | ?                  |            | -          | -          | ?      | ?      |

### Cronologia presenze e reti in Nazionale
| Cronologia completa delle presenze e delle reti in nazionale ― Norvegia | Cronologia completa delle presenze e delle reti in nazionale ― Norvegia | Cronologia completa delle presenze e delle reti in nazionale ― Norvegia | Cronologia completa delle presenze e delle reti in nazionale ― Norvegia | Cronologia completa delle presenze e delle reti in nazionale ― Norvegia | Cronologia completa delle presenze e delle reti in nazionale ― Norvegia | Cronologia completa delle presenze e delle reti in nazionale ― Norvegia | Cronologia completa delle presenze e delle reti in nazionale ― Norvegia |
| Data                                                                    | Città                                                                   | In casa                                                                 | Risultato                                                               | Ospiti                                                                  | Competizione                                                            | Reti                                                                    | Note                                                                    |
| ----------------------------------------------------------------------- | ----------------------------------------------------------------------- | ----------------------------------------------------------------------- | ----------------------------------------------------------------------- | ----------------------------------------------------------------------- | ----------------------------------------------------------------------- | ----------------------------------------------------------------------- | ----------------------------------------------------------------------- |
| 31-1-2000                                                               | La Manga del Mar Menor                                                  | Islanda                                                                 | 0 – 0                                                                   | Norvegia                                                                | Amichevole                                                              | -                                                                       |                                                                         |
| 4-2-2000                                                                | La Manga del Mar Menor                                                  | Svezia                                                                  | 1 – 1                                                                   | Norvegia                                                                | Amichevole                                                              | -                                                                       |                                                                         |
| 18-8-2000                                                               | Oslo                                                                    | Norvegia                                                                | 2 – 2                                                                   | Belgio                                                                  | Amichevole                                                              | -                                                                       |                                                                         |
| 22-1-2005                                                               | Madinat al-Kuwait                                                       | Kuwait                                                                  | 1 – 1                                                                   | Norvegia                                                                | Amichevole                                                              | -                                                                       |                                                                         |
| 25-1-2005                                                               | Riffa                                                                   | Bahrein                                                                 | 0 – 1                                                                   | Norvegia                                                                | Amichevole                                                              | -                                                                       |                                                                         |
| 20-4-2005                                                               | Tallinn                                                                 | Estonia                                                                 | 1 – 2                                                                   | Norvegia                                                                | Amichevole                                                              | -                                                                       |                                                                         |
| 24-5-2005                                                               | Oslo                                                                    | Norvegia                                                                | 1 – 0                                                                   | Costa Rica                                                              | Amichevole                                                              | -                                                                       |                                                                         |
| 8-6-2005                                                                | Stoccolma                                                               | Svezia                                                                  | 3 – 2                                                                   | Norvegia                                                                | Amichevole                                                              | -                                                                       |                                                                         |
| 17-8-2005                                                               | Oslo                                                                    | Norvegia                                                                | 0 – 2                                                                   | Svizzera                                                                | Amichevole                                                              | -                                                                       |                                                                         |
| 3-9-2005                                                                | Celje                                                                   | Slovenia                                                                | 2 – 3                                                                   | Norvegia                                                                | Qual. Mondiali 2006                                                     | -                                                                       |                                                                         |
| 7-9-2005                                                                | Oslo                                                                    | Norvegia                                                                | 1 – 2                                                                   | Scozia                                                                  | Qual. Mondiali 2006                                                     | 1                                                                       |                                                                         |
| 12-11-2005                                                              | Oslo                                                                    | Norvegia                                                                | 0 – 1                                                                   | Rep. Ceca                                                               | Qual. Mondiali 2006                                                     | -                                                                       |                                                                         |
| 16-11-2005                                                              | Praga                                                                   | Rep. Ceca                                                               | 1 – 0                                                                   | Norvegia                                                                | Qual. Mondiali 2006                                                     | -                                                                       |                                                                         |
| 25-1-2006                                                               | San Francisco                                                           | Messico                                                                 | 2 – 1                                                                   | Norvegia                                                                | Amichevole                                                              | 1                                                                       |                                                                         |
| 29-1-2006                                                               | Los Angeles                                                             | Stati Uniti                                                             | 5 – 0                                                                   | Norvegia                                                                | Amichevole                                                              | -                                                                       |                                                                         |
| 1-3-2006                                                                | Dakar                                                                   | Senegal                                                                 | 2 – 1                                                                   | Norvegia                                                                | Amichevole                                                              | -                                                                       |                                                                         |
| 24-5-2006                                                               | Oslo                                                                    | Norvegia                                                                | 2 – 2                                                                   | Paraguay                                                                | Amichevole                                                              | -                                                                       |                                                                         |
| 1-6-2006                                                                | Oslo                                                                    | Norvegia                                                                | 0 – 0                                                                   | Corea del Sud                                                           | Amichevole                                                              | -                                                                       |                                                                         |
| 16-8-2006                                                               | Oslo                                                                    | Norvegia                                                                | 1 – 1                                                                   | Brasile                                                                 | Amichevole                                                              | -                                                                       |                                                                         |
| 7-10-2006                                                               | Atene                                                                   | Grecia                                                                  | 1 – 0                                                                   | Norvegia                                                                | Qual. Euro 2008                                                         | -                                                                       |                                                                         |
| 15-11-2006                                                              | Belgrado                                                                | Serbia                                                                  | 1 – 1                                                                   | Norvegia                                                                | Amichevole                                                              | -                                                                       |                                                                         |
| 7-2-2007                                                                | Fiume                                                                   | Croazia                                                                 | 2 – 1                                                                   | Norvegia                                                                | Amichevole                                                              | -                                                                       |                                                                         |
| Totale                                                                  |                                                                         | Presenze                                                                | 22                                                                      |                                                                         | Reti                                                                    | 2                                                                       |                                                                         |

## Palmarès

### Club
- Coppa di Norvegia: 1

Tromsø: 1996

### Individuale
- Attaccante dell'anno del campionato norvegese: 1

2005
- Capocannoniere della Division 1: 1

1999-2000 (30 gol)
- Capocannoniere dell'Eliteserien: 1

2005 (16 gol)